# Ponta dos Rosais - Ilha de S. Jorge
Ponta dos Rosais - Ilha de S. Jorge este o arie protejată (arie specială de conservare — SAC, sit de importanță comunitară — SCI) din Portugalia întinsă pe o suprafață de 307,07 ha, din care 46 % marine.

## Localizare
Centrul sitului Ponta dos Rosais - Ilha de S. Jorge este situat la coordonatele 38°45′12″N 28°18′36″W / 38.7533°N 28.31°V.

## Înființare
Situl Ponta dos Rosais - Ilha de S. Jorge a fost declarat sit de importanță comunitară în iunie 1995 pentru a proteja 4 specii de plante și 10 specii de animale. Situl a fost protejat și ca arie specială de conservare în iunie 2009.

## Biodiversitate
Situată în ecoregiunile  și marină macaroneziană, aria protejată conține 7 habitate naturale: Golfuri mici largi și golfuri puțin adânci, Recifuri, Vegetație anuală la limita mareei, Vegetație perenă pe țărmurile stâncoase, Faleze cu floră endemică de pe coastele macaroneziene, Pajiști macaroneziene cu vegetație endemică, Peșteri marine scufundate complet sau parțial.
La baza desemnării sitului se află mai multe specii protejate:
- plante (4): Ammi trifoliatum, Erica scoparia subsp. azorica, Rumex azoricus, Scabiosa nitens
- păsări (8): pietruș (Arenaria interpres), Calidris alba, Calonectris diomedea, prundăraș de sărătură (Charadrius alexandrinus), Larus marinus, pescăruș râzător (Larus ridibundus), Numenius phaeopus, chiră de baltă (Sterna hirundo)
- mamifere (1): delfin mare (Tursiops truncatus)
- reptile (1): Caretta caretta

Pe lângă speciile protejate, pe teritoriul sitului au mai fost identificate 9 specii de plante, 10 specii de păsări, 1 specie de mamifere, 7 specii de nevertebrate, 9 specii de pești.